# Quién sabe?
Quién sabe? è un film italiano del 1966 diretto da Damiano Damiani.

## Trama

El Santo (Klaus Kinski) in una scena del film.

Messico, 1917. Bill Tate finge di essere un ricercato, ma in realtà è un sicario americano pagato dal governo di Città del Messico per uccidere il generale ribelle Elías; per portare a termine il suo compito si unisce a una banda di rivoluzionari messicani capeggiati dal Chuncho, dove viene subito ribattezzato Niño. L'attività principale della banda è quella di rubare le armi all'esercito, per poi rivenderle all'esercito ribelle del generale Elías. Il Chuncho non è solo un bandito, e non combatte per arricchirsi, ma con la convinzione di poter liberare il popolo messicano.
Durante l'ennesimo assalto per rubare le armi, i ribelli del Chuncho vengono a sapere che la città di San Miguel si è liberata e ci sarà una festa: così si recano tutti lì, ma il Niño ha altri piani. Arrivati in città infatti, si rende conto che presto ci sarà un'offensiva dell'esercito, e convince tutti i ribelli della banda del Chuncho a prendersi la propria parte di armi e a lasciare Chuncho e suo fratello Santo soli con i contadini della città. Chuncho decide di rimanere a difendere el pueblo, e di usare la sua parte di armi per armare i contadini. Presto però si rende conto che si tratta di un'impresa disperata. I contadini non riescono a capire neppure il funzionamento dei semplici Mauser, ma Chuncho confida in una mitragliatrice pesante, trovata in città, che avrebbe potuto capovolgere l'esito del conflitto. A sera, però, viene avvisato che anche la mitragliatrice è stata portata via dagli altri compañeros.
Chuncho parte per raggiungere i suoi vecchi compagni, promettendo al fratello di tornare. Quando raggiunge gli altri, però, si rende conto di non poterli convincere a tornare e che, comunque, non avrebbero potuto contrastare l'esercito; perciò li guida nel luogo di incontro in cui è solito consegnare le armi agli emissari del generale Elías. Arrivati sul posto l'emissario dei ribelli li raggiunge inseguito da un manipolo di soldati e, nell'aspro scontro che ne segue, muoiono tutti gli uomini del Chuncho, tranne il Niño, che, non visto, uccide il messo di Elías e butta via il denaro che questi aveva con sé. Quando Chuncho si rende conto che il ribelle non aveva l'oro per pagare le armi decide di raggiungere il generale Elías in persona, per essere pagato. Sulla strada il Niño si ammala di malaria ma Chuncho, anziché abbandonarlo, rallenta il viaggio per curare il suo amico.
Quando il Niño si riprende, colpito dalla bontà d'animo del suo amico, gli dice che, semmai un giorno dovessero dividersi, deve recarsi all'albergo Morelos di Ciudad Juárez. Giunti nel nascondiglio del generale Elías, tra le montagne, il generale in persona manda a chiamare il Chuncho. Qui lo accusa di aver lasciato da solo il paese di San Miguel, che è stato interamente sterminato, soltanto per la sua fame di denaro. Chuncho, rendendosi conto del suo comportamento vigliacco, chiede la morte e suo fratello Santo, evidentemente scampato dalla carneficina, si offre di ucciderlo, quando all'improvviso il generale viene assassinato. Il Niño infatti, salito su una collina con un fucile di precisione, uccide prima il generale Elías, poi Santo, che stava per uccidere Chuncho, e scappa via, andando a ritirare il denaro promessogli qualora avesse ucciso il generale.
Dopo una settimana Chuncho raggiunge l'albergo Morelos, come gli aveva detto il Niño, deciso a ucciderlo. Qui il Niño però, divide con lui metà della taglia che gli era stata data per l'assassinio di Elías, rendendo di fatto Chuncho un uomo ricco. Quest'ultimo è confuso ma accetta l'offerta di denaro, insieme alla promessa di una vita migliore in America. Così il Niño lo porta da un parrucchiere, da un sarto e a lezione di ballo, ma proprio il giorno della partenza Chuncho ha un ripensamento: quando stanno per salire sul treno, Chuncho prende la sua pistola e dice al Niño che ha ugualmente deciso di ucciderlo perché si rende conto che ha comprato i suoi ideali rivoluzionari. Chuncho spara al Niño che gli chiede:"Perché lo fai?". Chuncho risponde:"Quien sabe?", come recita il titolo del film e fugge lasciando la sua valigia piena di monete d'oro, mentre urla: "Con il dinero compratevi la dinamite!". Chuncho si spoglia di giacca e cravatta e ritorna ai suoi ideali rivoluzionari.

## Produzione
Il film venne girato in Spagna.

## Colonna sonora

### Tracce
1. Ya Me Voy
2. En La Sierra
3. La Fusilacion
4. Peones
5. Fiesta En San Miguel
6. Quien Sabe
7. Al Tren!
8. Quien Sabe (guitar)
9. Ya Me Voy (Final)

## Distribuzione
Il film uscì negli Stati Uniti come A Bullet for the General, in Francia come El Chuncho, in Brasile come Uma Bala Para o General e in Spagna come Yo soy la revolución.